# Foliculite

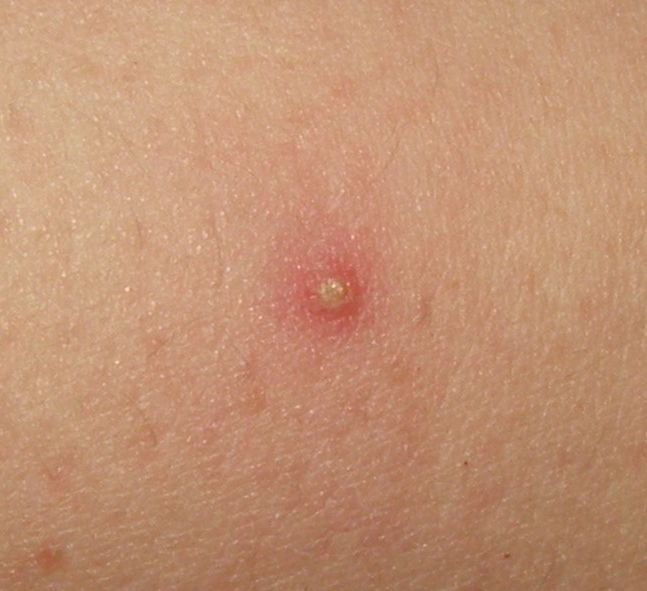
Foliculite, lesão única

Foliculite é uma infecção dos folículos pilosos causadas por bactérias, predominantemente do tipo estafilococos. Essa inflamação é causada com maior frequência por um tipo de bactéria Gram-positiva, e pode ser desencadeada por certos fungos como o Tinea barbae (foliculite na barba), fungos do gênero Malassezia (foliculite pitirospórica), por vírus herpes simplex (foliculite herpética) e por outras bactérias como a Pseudomonas aeruginosa (foliculite bacteriana). A invasão bacteriana pode ocorrer espontaneamente ou favorecida pelo excesso de umidade ou suor, raspagem dos pêlos ou depilação. Atinge crianças e adultos podendo surgir em qualquer localização onde existam pêlos, sendo frequente na área da barba (homens) e na virilha (mulheres). Geralmente tratada com antibioticoterapia.
A foliculite é uma lesão semelhante à lesão da acne, que pode ou não ter pus. Esta infecção é caracterizada pela dor, que pode indicar que a inflamação pode virar um furúnculo ou celulite. A acne é causada pela oleosidade da pele, por fatores hormonais e questões hereditárias em alguns casos. Já a foliculite é gerada através de uma infecção bacteriana sob a pele.